# Lee Jinman
Lee Jinman (* 10. Januar 1976 in Toronto, Ontario) ist ein ehemaliger kanadischer Eishockeyspieler, der zuletzt für den HC La Chaux-de-Fonds in der National League B auf der Position des Stürmers gespielt hat.

## Karriere
Lee Jinman begann seine Karriere 1993 im Nachwuchsbereich in der OHL bei den North Bay Centennials und den Detroit Whalers. Nachdem er 1994 von den Dallas Stars in der zweiten Runde gedraftet wurde, wechselte er 1996 in die Seniorenligen. Dort war er in der International Hockey League aktiv. Ab der Saison 1996/97 spielte er für die Michigan K-Wings, 1999 für die Las Vegas Thunder und 2000 kurze Zeit für die Houston Aeros. In der ECHL spielte Jinman bereits 1998 kurz für die Dayton Bombers. Von 1999 bis 2001 absolvierte er Spiele für die Jackson Bandits, 1999 für die Pee Dee Pride, in der Saison 1999/2000 für die Trenton Titans und die Arkansas RiverBlades. In der AHL spielte er nur vereinzelt, allerdings für drei verschiedene Clubs: 1999 spielte Jinman für die Cincinnati Mighty Ducks und die Fredericton Canadiens. 2000 für die Saint John Flames.
2002 wechselte er nach Europa, wo er zuerst in Großbritannien zu den Nottingham Panthers in die BISL stieß, welche ab 2003 in der EIHL spielten. Diese Zeit wurde durch einen kurzen Abstecher in der Saison 2003/04 nach Schweden zu Timrå IK unterbrochen. 2004 wechselte er in die Österreichische Eishockey-Liga zum EC Salzburg, bevor er ab 2005 in der Schweiz spielte.
Dort begann er 2005 beim HC Sierre in der NL B. Bereits in seiner ersten Saison in der Schweiz war Jinman Topscorer der NLB. In der folgenden Saison versuchte er sich bei den SCL Tigers in der National League A, wechselte jedoch noch vor Weihnachten zurück zum HC Sierre. Jinman gilt allgemein als anpassungsfähig, weshalb er oft als Play-off-Verstärkung ausgeliehen wird. Nachdem Sierre in den Play-offs 2007 früh scheiterte, unterstützte er den EHC Visp. In den Play-offs 2008 spielte er für den Lausanne HC. 2009 wurde Jinman das erste Mal für die Play-offs in die NLA geholt. Er spielte für den HC Davos, mit dem er seinen ersten Schweizer Meistertitel feierte. Ein Jahr darauf absolvierte er in den Play-outs vier Spiele für den EHC Biel. 2011 und 2012 spielte er wieder für den HC Davos, 2011 wurde er zum zweiten Mal Meister. Zur Saison 2012/13 wechselte er vom HC Sierre zum HC La Chaux-de-Fonds. 2014 beendete er seine aktive Karriere.

## Erfolge und Auszeichnungen
| - 1994 J.-Ross-Robertson-Cup-Gewinn mit den North Bay Centennials - 1994 Bester Torschütze der OHL-Playoffs - 1994 OHL First All-Rookie Team - 1994 CHL All-Rookie Team - 2003 BISL First All-Star Team - 2004 EIHL-Cup-Gewinn mit den Nottingham Panthers | - 2004 Topscorer des EIHL-Cup - 2006 Topscorer der Nationalliga B - 2008 Bester Vorlagengeber der National League B - 2009 Bester Vorlagengeber der National League B - 2009 Schweizer Meister mit dem HC Davos - 2011 Schweizer Meister mit dem HC Davos |

## Karrierestatistik
(Legende zur Spielerstatistik: Sp oder GP = absolvierte Spiele; T oder G = erzielte Tore; V oder A = erzielte Assists; Pkt oder Pts = erzielte Scorerpunkte; SM oder PIM = erhaltene Strafminuten; +/− = Plus/Minus-Bilanz; PP = erzielte Überzahltore; SH = erzielte Unterzahltore; GW = erzielte Siegtore; 1 Play-downs/Relegation; Kursiv: Statistik nicht vollständig)